# Bensenoid
Bensenoider, äldre benzoloider, är en grupp ämnen med behaglig doft som ofta ingår i blommors doft, och är eftertraktade komponenter inom parfymindustrin. Fenylpropanoiderna räknas ibland som bensenoider och ibland som en separat grupp – i det senare fallet definieras bensenoider som molekyler som innehåller en bensenring med en sidokedja med en eller två kolatomer.
Exempel på bensenoider:
- Eugenol, luktar som klöverblommor[1]
- Kanelalkohol, luktar som hyacinter[1]
- Doften av älggräs[3]